# ممارسات تصالحية

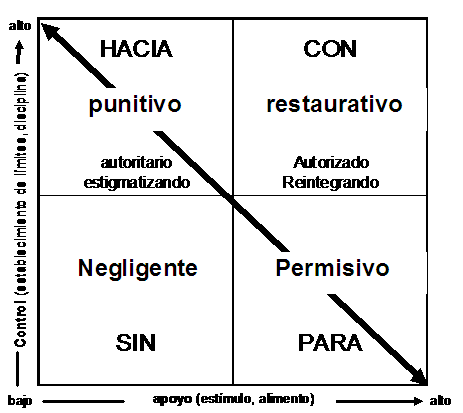
مخطط توضيحي للممارسات التصالحية

الممارسات التصالحية هي علم اجتماعي يدرس كيفية تحسين وإصلاح العلاقات بين الناس والمجتمعات. والغرض من ذلك هو بناء مجتمعات صحية، وزيادة رأس المال الاجتماعي، وتقليل الجريمة والسلوك المعادي للمجتمع، وإصلاح الضرر واستعادة العلاقات. ويربط بين البحوث في مجموعة متنوعة من المجالات في العلوم الاجتماعية، بما في ذلك التعليم، علم النفس، العمل الاجتماعي، علم الإجرام، علم الاجتماع، التطوير التنظيمي والقيادة.

## نظرة عامة
تقدم العلوم الاجتماعية للممارسات التصالحية خيطاً مشتركاً لربط النظرية والبحث والممارسة في مجالات متنوعة مثل التعليم والإرشاد والعدالة الجنائية والعمل الاجتماعي والإدارة التنظيمية. يقوم الأفراد والمنظمات في العديد من المجالات بتطوير النماذج والمنهجية وإجراء البحوث التجريبية التي تشترك في نفس الفرضية الضمنية، ولكن غالباً ما يكونون غير مدركين لجهود بعضهم البعض.
على سبيل المثال، في العدالة الجنائية، تسمح الدوائر التصالحية والمؤتمرات التصالحية للضحايا والمجرمين وأفراد أسرهم وأصدقائهم بالتجمع لاستكشاف كيف تأثر الجميع بالجريمة، وعند الإمكان، يقرروا كيفية إصلاح الضرر وتلبية احتياجاتهم الخاصة.  في العمل الاجتماعي، تقوم اتخاذ القرارات في المجموعات الأسرية أو مؤتمرات المجموعة الأسرية بعمليات تمكن الأسر الموسعة من الالتقاء بشكل خاص، من دون وجود مهنيين في الغرفة، لوضع خطة لحماية الأطفال في أسرهم من المزيد من العنف والإهمال أو لتجنب الإيداع السكني خارج منازلهم. في التعليم، توفر الدوائر والمجموعات الفرص للطلاب لتبادل مشاعرهم، وبناء العلاقات وحل المشكلات، وعندما يكون هناك خطأ، يلعبون دوراً نشط في معالجة الخطأ وتصحيح الأمور.
تستخدم هذه المجالات المختلفة مصطلحات مختلفة، وكلها تندرج تحت عنوان الممارسات التصالحية: في حقل العدالة الجنائية، تُستخدم العبارة «العدالة التصالحية»، في العمل الاجتماعي، فإن المصطلح المستخدم هو «التمكين»، وفي التعليم الحديث هو «الانضباط الإيجابي» أو «الفصل الدراسي المستجيب»؛ وفي القيادة التنظيمية، تتم الإشارة إليه «الإدارة الأفقية». إن العلوم الاجتماعية للممارسات التصالحية تعترف بكل هذه المنظورات وتدمجها في نطاقها.

### الوظائف
استخدام الممارسات التصالحية لديه القدرة على:
- الحد من الجريمة والعنف والمضايقة
- تحسين السلوك البشري
- تعزيز المجتمع المدني
- توفير قيادة فعالة
- استعادة العلاقات
- إصلاح الضرر

### الفرق بين العدالة التصالحية وممارسات التصالحية
تطورت فكرة الممارسات التصالحية جزئياً من مفهوم وممارسات العدالة التصالحية. ولكن من وجهة النظر الناشئة للممارسات التصالحية، يمكن اعتبار العدالة التصالحية رد فعل إلى حد كبير، وتتألف من ردود رسمية أو غير رسمية على الجريمة وغيرها من الأفعال الخاطئة بعد حدوثها. تشمل الممارسات التصالحية أيضاً استخدام العمليات غير الرسمية والرسمية التي تسبق المخالفات، وتلك التي تبني العلاقات بشكل استباقي والشعور بالمجتمع لمنع الصراع والمخالفات.

## التاريخ والمصطلحات
جذور الممارسات التصالحية في العدالة التصالحية، هي وسيلة للنظر في العدالة الجنائية التي تؤكد إصلاح الضرر الذي لحق بالناس والعلاقات بدلاً من معاقبة المجرمين فقط. 
في السياق الحديث، نشأت العدالة التصالحية في السبعينات كوساطة أو مصالحة بين الضحايا والجناة. في عام 1974، رتب مارك يانتزي، وهو ضابط مراقبة، لمراهين باللقاء المباشر مع ضحاياهما في أعقاب قيامهما بموجة من التخريب والموافقة على التعويض. أدى الرد الإيجابي من قبل الضحايا إلى أول برنامج للمصالحة بين الجاني والضحية، في كيتشنر، أونتاريو، كندا، بدعم من اللجنة المركزية لمينونايت وبالتعاون مع إدارة المراقبة المحلية. اكتسب المفهوم في وقت لاحق أسماء مختلفة، مثل الوساطة بين الجاني الضحية وحوار الجاني الضحية حيث امتد عبر أمريكا الشمالية وأوروبا خلال الثمانينيات والتسعينيات.
العدالة التصالحية هي صدى الممارسات القديمة والأصلية المستخدمة في الثقافات في جميع أنحاء العالم، من الأمريكيين الأصليين والأمم الأولى إلى الأفريقيين، الآسيويين، سلتيك، العبري، العربي وغيرها الكثير.
وفي النهاية اتسع نطاق العدالة التصالحية لتشمل مجتمعات الرعاية أيضاً، مع مشاركة أسر الضحايا والمعتدين وأصدقائهم في عمليات تعاونية تسمى المؤتمرات والدوائر. يعالج عقد المؤتمرات اختلالات القوة بين الضحية والجاني عن طريق تضمين مؤيدين إضافيين. 

### مؤتمر المجموعة الأسرية
بدأ مؤتمر المجموعة الأسرية في نيوزيلندا في 1989 كرد فعل على سكان الماوري الأصليين بشأن ابعاد أطفالهم عن منازلهم من قبل المحاكم.  كانت متصورة سابقاً على أنها عملية لتمكين الأسرة، لا كعدالة تصالحية. في أمريكا الشمالية تم تغيير اسمها مجموعه الاسره اتخاذ القرارات في المجموعات الأسرية.

### المؤتمرات التصالحية
في عام 1991، تم تبني مؤتمر المجموعة الأسرية من قبل ضابط شرطة أسترالي، تيري أوكونيل، كإستراتيجية لشرطة المجتمع لتحويل الشباب عن المحكمة، إلى عملية إصلاحية غالباً سميت مؤتمر ترميمي. وقد سميت بأسماء أخرى، مثل مؤتمر مساءلة المجتمع ومؤتمر الجاني الضحية. في عام 1994، كان مارغ ثورسبورن، وهو أستاذ أسترالي، أول من استخدم مؤتمراً إصلاحياً في المدرسة.

### الدوائر
الدائرة" هي ممارسة تصالحية متعددة الاستخدامات يمكن استخدامها بشكل استباقي، لتطوير العلاقات وبناء المجتمع أو بشكل تفاعلي، للرد على المخالفات والصراعات والمشاكل. تمنح الدوائر الناس الفرصة للتحدث والاستماع إلى بعضهم البعض في جو من الأمان والرفاهية والمساواة. تتيح عملية الدائرة للأشخاص سرد قصصهم وتقديم وجهات نظرهم الخاصة.
الدائرة لها مجموعة واسعة من الأغراض: حل النزاعات، الشفاء، الدعم، اتخاذ القرارات، تبادل المعلومات وتطوير العلاقات. تقدم الدوائر بديلاً عن عمليات الاجتماعات المعاصرة التي تعتمد غالباً على التسلسل الهرمي وتحديد المواضع والخسارة.
يمكن استخدام الدوائر في أي بيئة تنظيمية أو مؤسسية أو مجتمعية. تم استخدام الوقت الدائري والاجتماعات الصباحية على نطاق واسع في المدارس الابتدائية لسنوات عديدة ومؤخراً في المدارس الثانوية والتعليم العالي. في الصناعة، تم توظيف دائرة الجودة لعقود إشراك العمال في تحقيق معايير التصنيع العالية.  في عام 1992، كان قاضي محكمة الدائرة في يوكون باري ستيوارت رائداً في إصدار الأحكام، حيث شارك أفراد المجتمع في المساعدة في تحديد كيفية التعامل مع الجاني. في عام 1994، قام قس مينونايت هاري ناي بالتقرب من صداقة جاني جنسي مضطرب عقلياً من خلال تشكيل مجموعة دعم مع بعض أبناء أبرشيته، تسمى دائرة الدعم والمساءلة، كانت فعالة في منع إعادة الجريمة.

### مصطلحات أخرى
تستخدم مصطلحات الممارسات التصالحية، إلى جانب مصطلحات مثل النهج التصالحية وممارسات العدالة التصالحية والحلول التصالحية، بصوره متزايدة لوصف الممارسات المتصلة بالمؤتمرات والدوائر التصالحية أو المستمدة منها. وتشمل هذه الممارسات أيضا المزيد من الممارسات غير الرسمية. وينتشر الآن استخدام الممارسات التصالحية في جميع انحاء العالم في مجال التعليم، العدالة الجنائية، العمل الاجتماعي، الاستشارات، خدمات الشباب، مكان العمل، صالة السكن الجامعي، الإيمان الاجتماعي، التطبيقات.

## نافذة الانضباط الاجتماعي
إطار الانضباط الاجتماعي هو مفهوم مع تطبيق واسع في العديد من الأماكن. ويصف أربعة مناهج أساسية للحفاظ على المعايير الاجتماعية والحدود السلوكية. يتم تمثيل الأربعة على أنها مجموعات مختلفة من التحكم العالي أو المنخفض والدعم العالي أو المنخفض. يجمع المجال التصالحي كُلاً من التحكم العالي والدعم العالي ويتميز بالقيام بالأشياء مع الناس (بشكل تعاوني)، بدلا من أن يكون لهم (قسراً) أو لهم (بدون مشاركتهم).
وتحدد نافذه الانضباط الاجتماعي أيضا الممارسات التصالحية كنموذج قيادي للأباء في الأسر والمعلمين في الفصول الدراسية والإداريين والمديرين في المنظمات والشرطة والاخصائيين الاجتماعيين في المجتمعات المحلية والقضاة والمسؤولين في الحكومة. الفرضية الموحدة الأساسية للممارسات التصالحية هي أن «الناس أكثر سعادة وأكثر تعاوناً وإنتاجية، وأكثر احتمالاً لأحداث تغييرات إيجابية عندما يقوم الأشخاص الذين يشغلون مناصب السلطة بأشياء معهم، بدلا من القيام بها أو لهم». وتؤكد هذه الفرضية أن الطريقة العقابية والاستبدادية والتساهل والابوية للوضع ليست فعاله كالطريقة التصالحية والتشاركية والمشاركة في الأسلوب.
تعكس نافذة الانضباط الاجتماعي التفكير الأساسي لعالم الإجرام الأسترالي الشهير جون برايثوايت، الذي أكد أن الاعتماد على العقاب كمنظم اجتماعي يمثل مشكلة لأنه يفضح ويصم المخالفين، ويدفعهم إلى ثقافة اجتماعية فرعية سلبية ويفشل في تغيير سلوكهم. النهج التصالحي، من ناحية أخرى، يعيد دمج المخالفين في مجتمعهم ويقلل من احتمال أن يعيدوا تقديمهم.

## تواصل الممارسات التصالحية
لا تقتصر الممارسات التصالحية على العمليات الرسمية، مثل المؤتمرات التصالحية أو المؤتمرات الجماعية العائلية، بل تتراوح من غير رسمية إلى رسمية. في استمرارية الممارسات التصالحية، تشمل الممارسات غير الرسمية عبارات عاطفية تنقل مشاعر الناس، بالإضافة إلى أسئلة عاطفية تجعل الناس يفكرون في كيفية تأثير سلوكهم على الآخرين. المؤتمرات التصالحية المرتجلة، الجماعات والدوائر هي أكثر تنظيماً إلى حد ما ولكن لا تتطلب الإعداد التفصيلي اللازم للمؤتمرات الرسمية. الانتقال من اليسار إلى اليمين على الاستمرارية، حيث تصبح الممارسات التصالحية أكثر رسمية، فهي تشمل المزيد من الأشخاص، وتتطلب المزيد من التخطيط والوقت، وهي أكثر تنظيماً وكاملة. على الرغم من أن العملية الإصلاحية الرسمية قد يكون لها تأثير كبير، إلا أن الممارسات غير الرسمية لها تأثير تراكمي لأنها جزء من الحياة اليومية.
الهدف من الممارسات التصالحية هو تطوير المجتمع وإدارة الصراع والتوترات من خلال إصلاح الضرر وبناء العلاقات. يحدد هذا البيان كلاً من النهج الاستباقي (بناء العلاقات وتنمية المجتمع) والنهج التفاعلي (إصلاح الضرر واستعادة العلاقات). المنظمات والخدمات التي تستخدم التفاعل فقط دون بناء رأس المال الاجتماعي مسبقاً تكون أقل نجاحاً من تلك التي تستخدم المستبدين أيضاً.